# Avenue des Champs Élysées
Die Avenue des Champs Élysées [avəˌnydeˌʃɑ̃zeliˈze] (auch kurz Champs Élysées oder umgangssprachlich Les Champs genannt) ist eine Prachtstraße in der französischen Hauptstadt Paris. Sie ist durchgehend gepflastert, 70 Meter breit und 1910 Meter lang. In ihrer ganzen Länge im 8. Arrondissement gelegen, beginnt sie an der Place de la Concorde und endet an der Place Charles-de-Gaulle. Sie bildet den mittleren Teil der Sichtachse Axe historique zwischen dem Obelisken (Place de la Concorde) und dem Arc de Triomphe (Place Charles-de-Gaulle).

## Name
Den heutigen Namen trägt die Avenue des Champs Élysées seit 1789. Er bedeutet „Prachtstraße der elysischen Felder“ und leitet sich von dem gesegneten Gefilde Elysion ab, wohin laut griechischer Mythologie auserwählte Helden versetzt werden. Die mit Bäumen gesäumte Promenade wurde Grand Cours genannt und ist nicht mit dem Cours-la-Reine zu verwechseln. Sie trug zuerst die offizielle Bezeichnung Grande Allée du Roule (1670), dann Avenue du Palais des Tuileries (1680), schließlich im unteren Bereich Avenue de la Grille Royale und im oberen Avenue de Neuilly (1778).

## Lage
Im unteren östlichen Bereich ist die Avenue beiderseits von einer Parkanlage gesäumt, dem Jardin des Champs-Élysées. Dort befinden sich zwei ehemalige Ausstellungshallen der Weltausstellung des Jahres 1900, der Petit Palais mit dem städtischen Museum der schönen Künste und der Grand Palais mit dem Palais de la découverte genannten wissenschaftlichen Museum. Nördlich davon greift der Garten des Élysée-Palastes, seit 1873 Amtssitz des französischen Staatspräsidenten, in den Jardin des Champs-Élysées über. Unweit davon ist das Théâtre Marigny zu finden, etwas weiter westlich das Théâtre du Rond-Point. Das Théâtre des Champs-Élysées liegt in einer Seitenstraße.
Jenseits der Straßenkreuzung des Rond-Point des Champs-Élysées ist der obere, westliche Abschnitt der Champs Élysées mit Geschäften, Kinos, Cafés und Restaurants gesäumt, wie beispielsweise dem Fouquet’s. Die Avenue endet an der Place Charles-de-Gaulle mit dem Arc de Triomphe. Von 1970 bis 2015 konnte man diesen Platz im Tunnel de l’Étoile zur Avenue de la Grande Armée mit Kfz mit bis zu 2,40 m Maximalhöhe unterqueren.

## Sichtachse
Die Axe historique führt weit über die Länge der Champs Élysées hinaus. Sie beginnt im Osten beim Palais du Louvre (erbaut im 12. Jahrhundert) und dem Arc de Triomphe du Carrousel (erbaut 1807–1809) und setzt sich durch den Tuileriengarten fort bis zur Place de la Concorde mit dem Obelisk von Luxor. Dort beginnt die Avenue des Champs Élysées, an deren westlichem Ende der Arc de Triomphe (erbaut 1806–1836) mit dem Grabmal des unbekannten Soldaten zu finden ist. Hier schließen sich die stadtauswärts führende Avenue de la Grande Armée und jenseits der Stadtgrenze im Vorort Neuilly-sur-Seine die Avenue Charles-de-Gaulle an. In dessen Verlängerung führt die Brücke Pont de Neuilly über die Seine in die Satellitenstadt La Défense (ab 1958), wo die Sichtachse mit der Grande Arche (eröffnet 1989) ihren vorläufigen Abschluss findet.

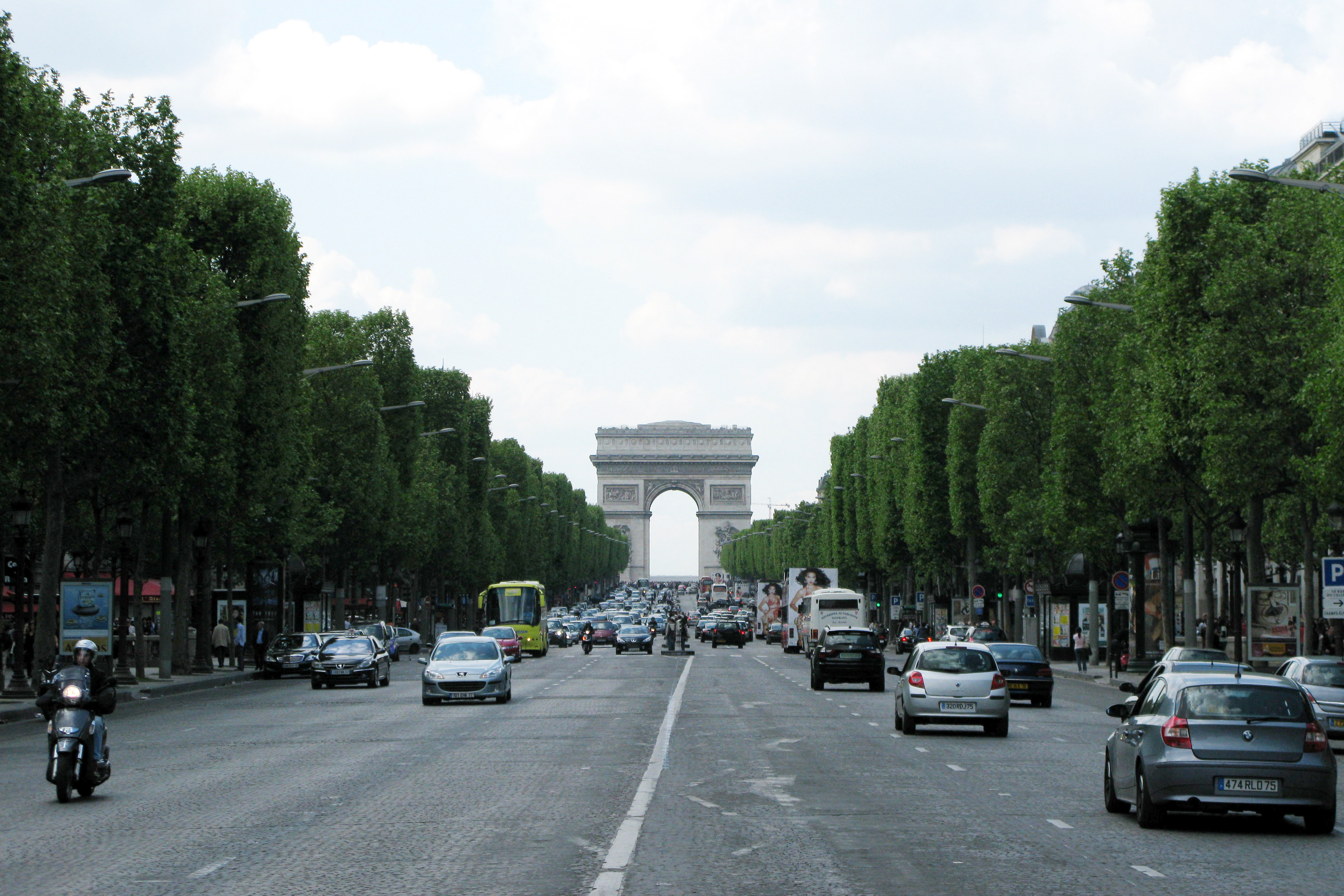
Die Fahrbahn der Avenue des Champs Élysées ist gepflastert
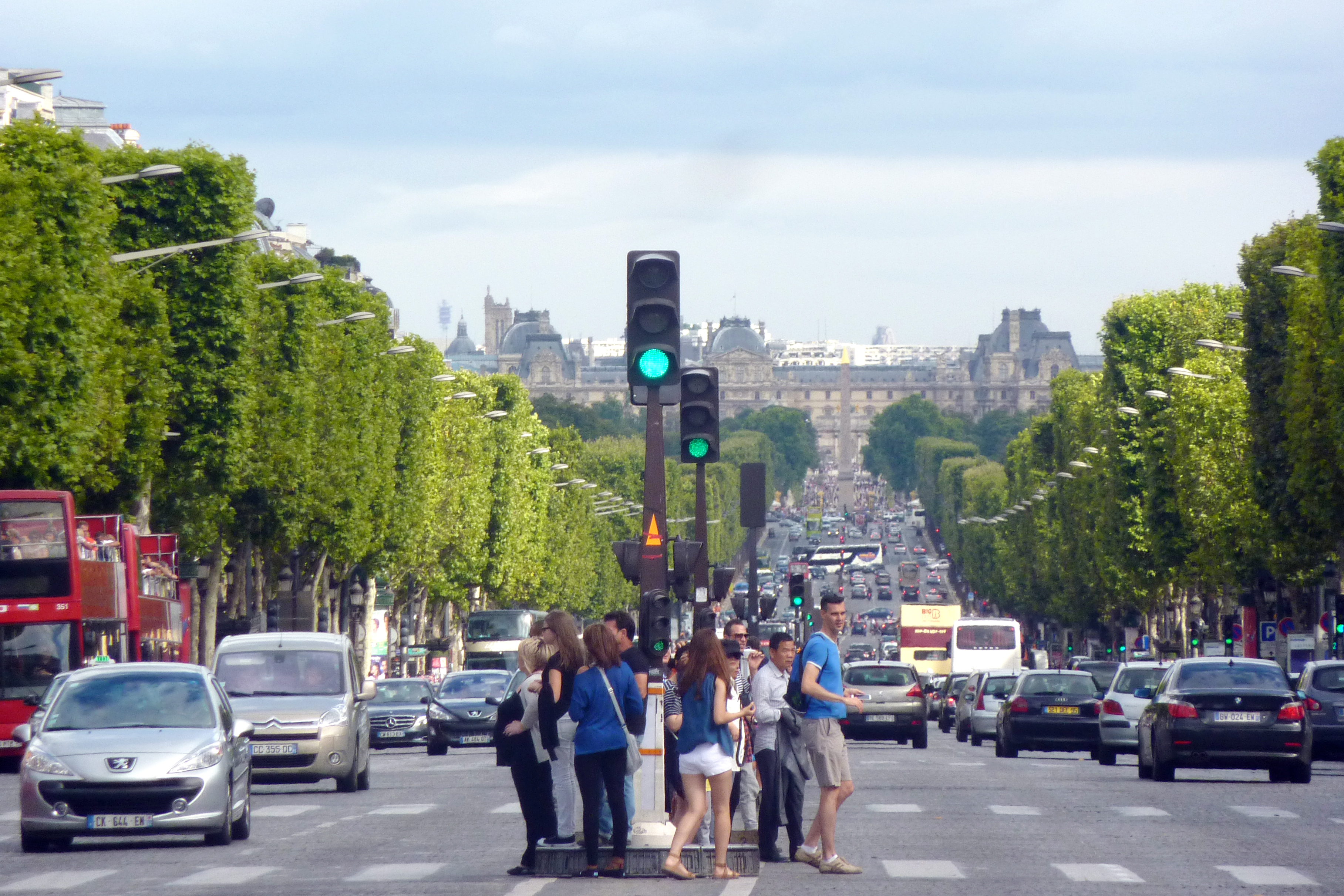
Die Avenue des Champs Élysées fällt nach Osten hin ab
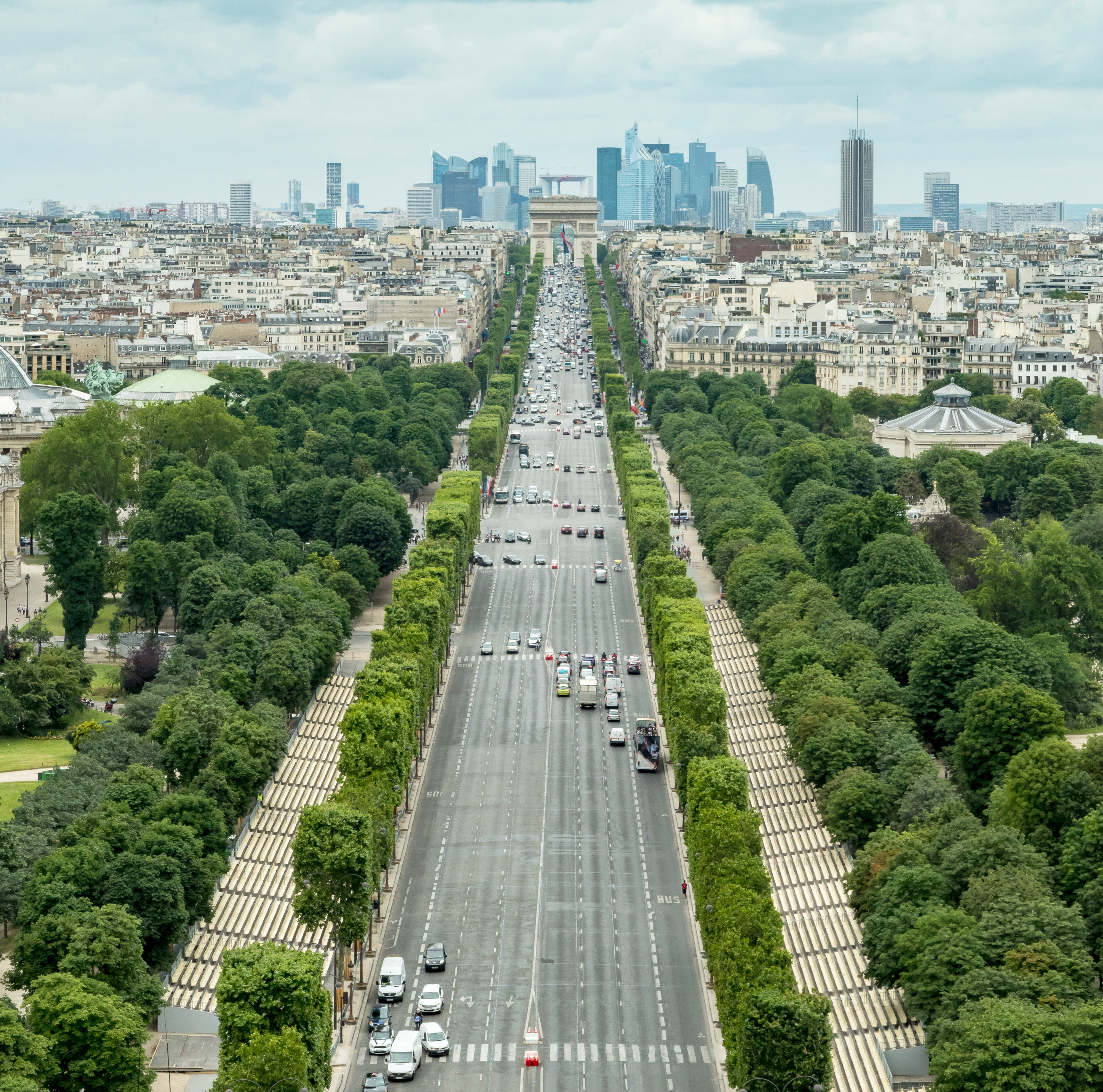
Avenue des Champs Élysées vom Riesenrad auf der Place de la Concorde zum Arc de Triomphe
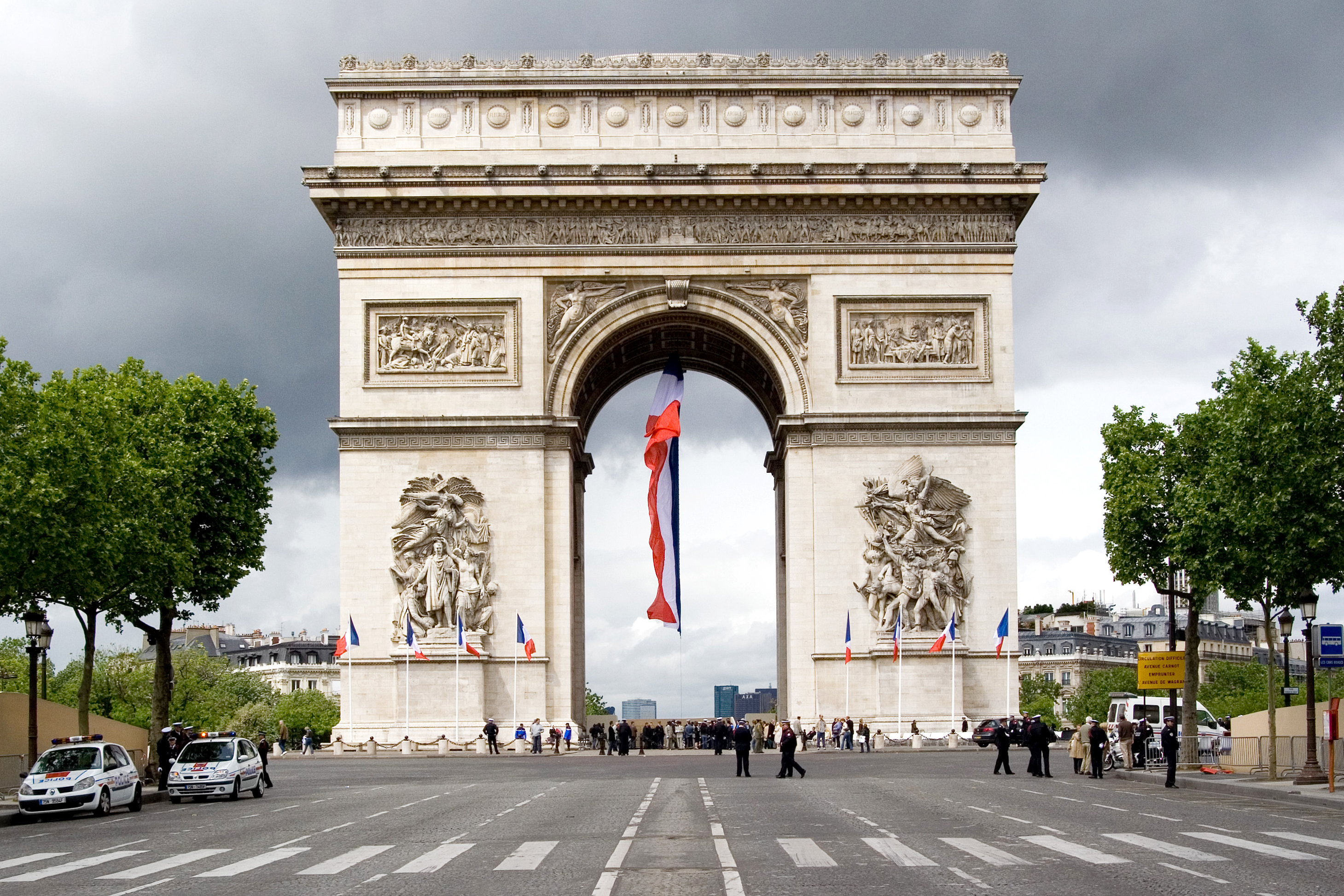
Arc de Triomphe bei Tag
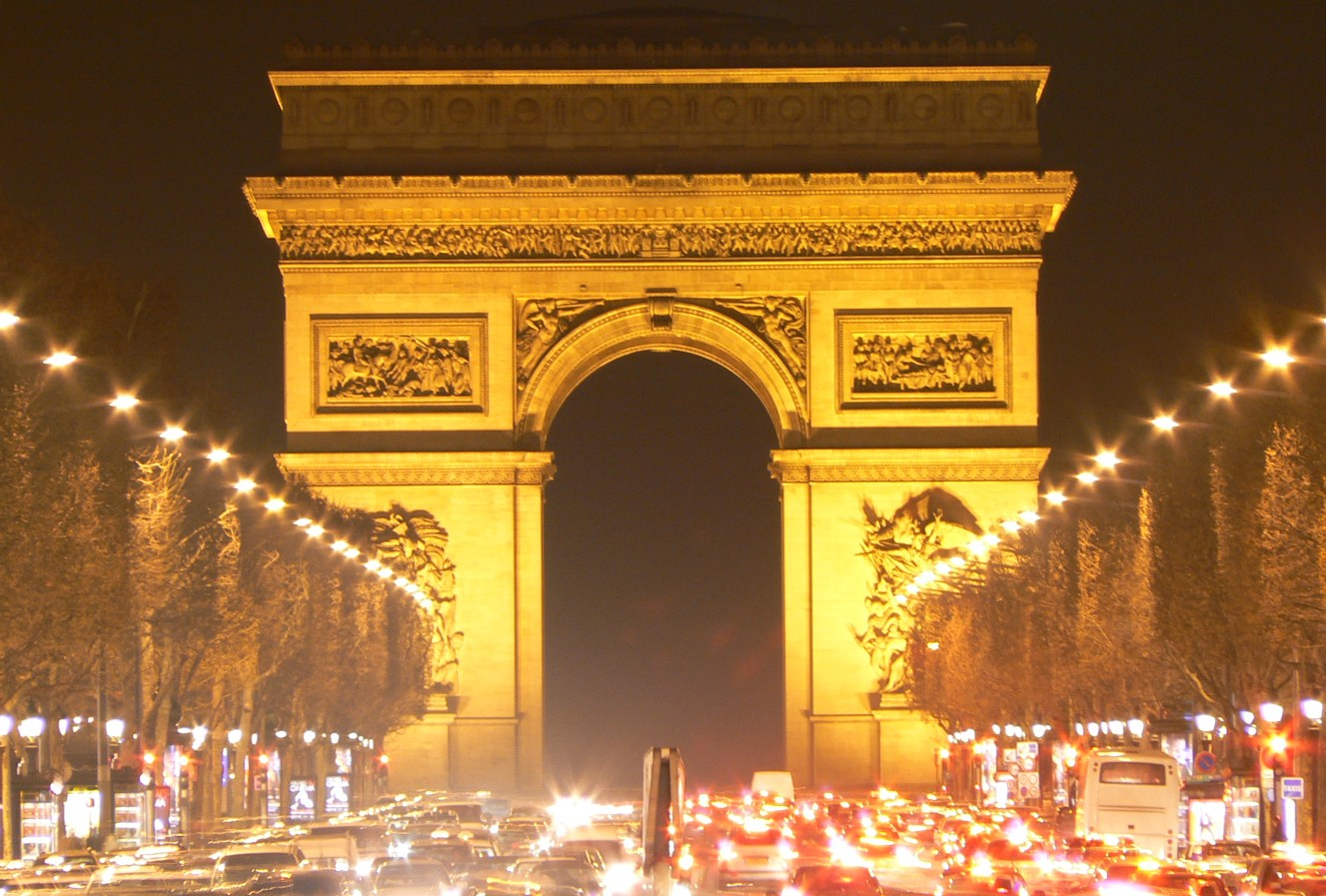
Arc de Triomphe bei Nacht

## Geschichte

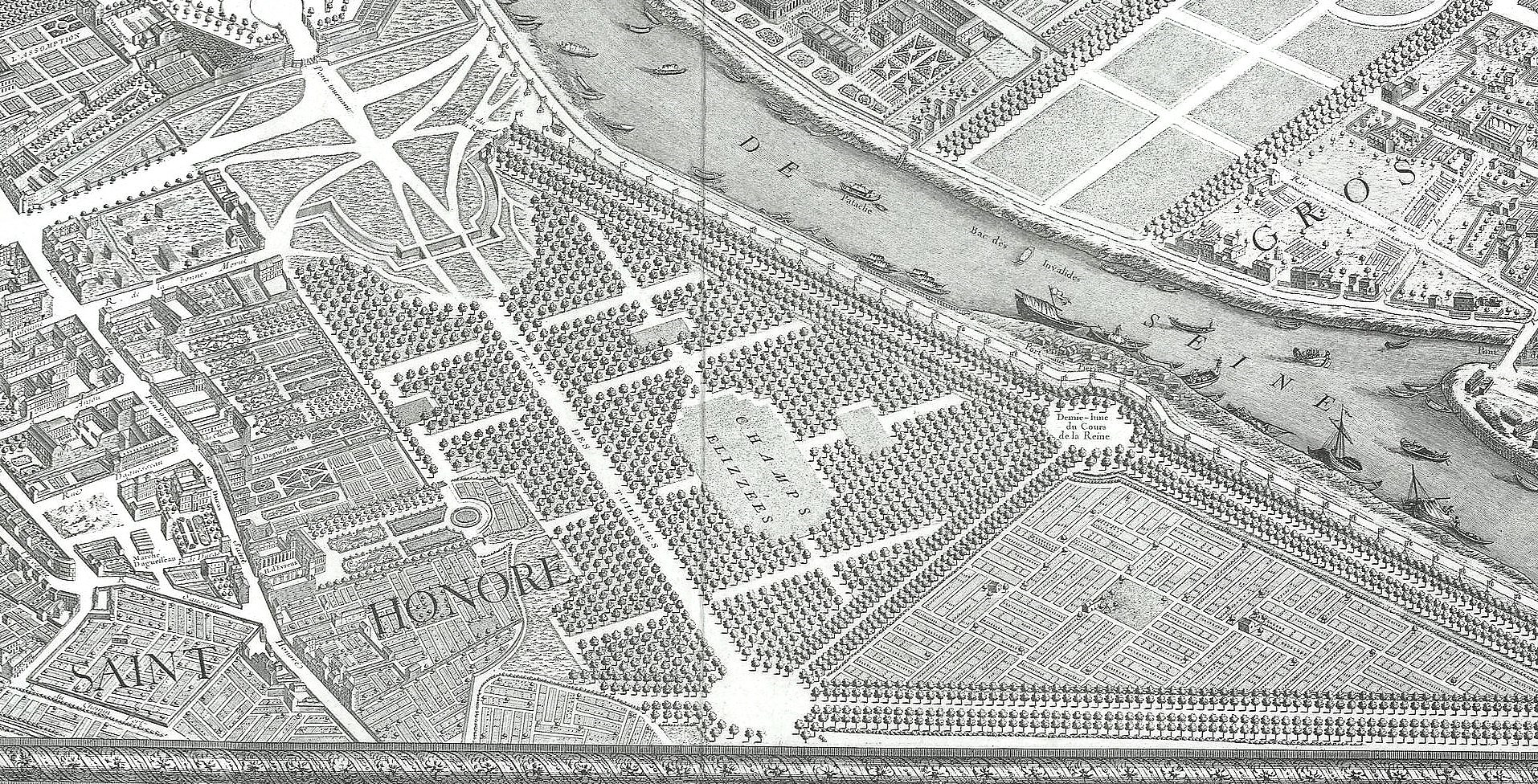
Detail aus dem Plan de Turgot von 1739 (Elisenfeld)

Das jenseits der Gärten des Palais des Tuileries gelegene Gebiet bestand ursprünglich aus Feldern und Gärten. Im Jahr 1616 ließ Maria von Medici im südlichen Bereich dieses Geländes das Nordufer der Seine mit dem sogenannten Cours la Reine (später umgangssprachlich auch Petit Cours), einer noch heute bestehenden, mit Baumreihen bepflanzten Promenade (frz. cours), säumen.

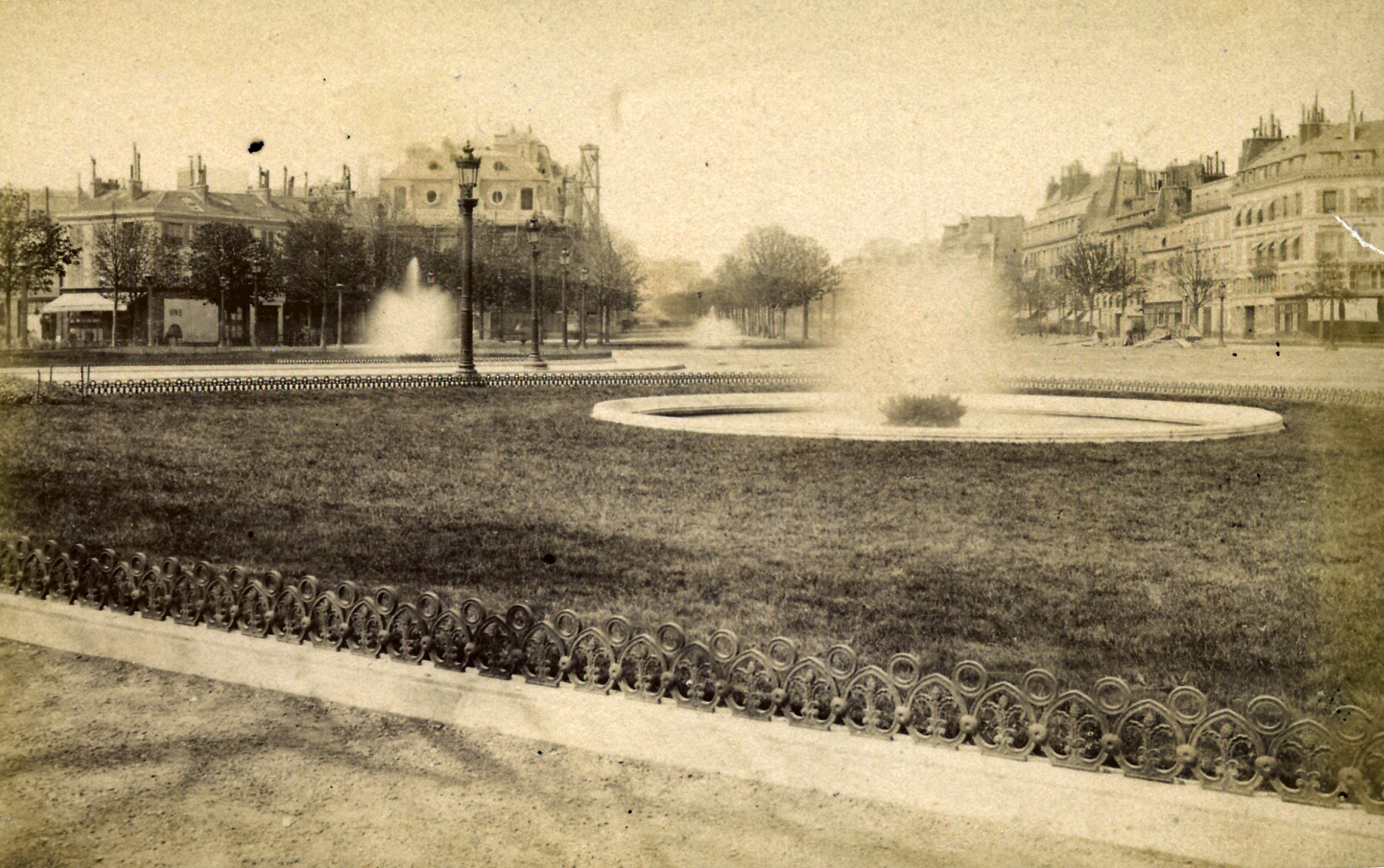
Rond-Point des Champs Elysées (um 1880)

Unter Ludwig XIV. und auf eine Initiative des Ministers Colbert hin entwarf und gestaltete im Jahr 1667 André Le Nôtre weiter nördlich, parallel zum Cours la Reine eine zweite Promenade. Exakt in der Verlängerung der Zentralallee des Tuileriengartens gezogen bildete dieser Grand-Cours, aus dem die Champs Elysées hervorgingen, gleichzeitig eine nach Westen ausgerichtete Schauachse.
Im Jahre 1724 wurde die Gartenachse des Tuileriengartens mit der Promenade verbunden und bis zur Place de l’Étoile (heute Place Charles-de-Gaulle) erweitert. Der Plan de Turgot von 1739 zeigt, dass noch ein Streifen mit Wegen und Feldern die große Achse des Tuileriengartens von der Avenue des Tuileries trennte (die damals ein rundes Bassin an der Stelle des heutigen Rond-Point war). Ausgangspunkt war der Cours de la Reine (noch heute ein Teil der Uferstraße an der Seine), von dem aus eine unbefestigte Straße die Tuilerien und die westlich gelegenen Gärten trennte. Die „Elysischen Felder“ waren ein offener Platz innerhalb der Tuilerien und rundum mit Baumgruppen bepflanzt. Nach Osten hin war der Louvre (in den Karten als Vieux Louvre bezeichnet) noch nicht Teil der Straße, sondern von anderen Gebäuden umgeben. Nach Westen öffnete sich die Avenue des Champs Élysées zu einer neugeschaffenen Place du Pont Tournant, die bald darauf nach Louis XV. benannt wurde und heute Place de la Concorde heißt.

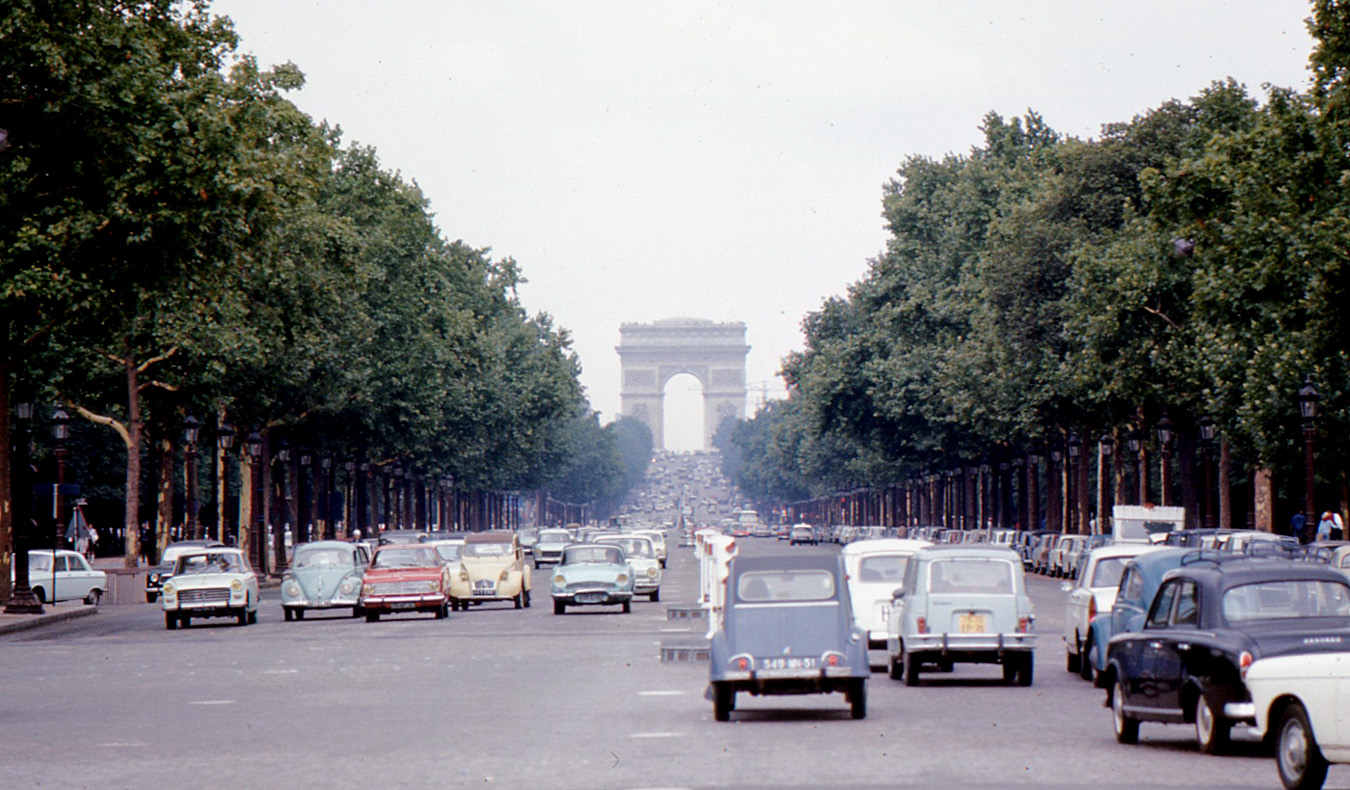
Avenue des Champs Élysées (1968)

Ende des 18. Jahrhunderts wurden die Champs Élysées sehr beliebt, die gewachsenen Baumgruppen ergaben jetzt rechteckige Lichtungen (cabinets de verdure) und die Gärten der Gebäude im Stadtteil Faubourg Saint-Honoré grenzten an den Park. Das größte dieser Gebäude war der 1722 fertiggestellte Élysée-Palast. Eine halbkreisförmige Häuserfront bildete jetzt den nördlichen Rand des Rond-Point. Die Straße vom Rond-Point zur Place de l’Étoile, wo heute zwölf Straßen zusammentreffen, wurde in der Regierungszeit Napoleons I. errichtet, der durch großangelegte städtebauliche Projekte Paris nicht nur grundlegend modernisieren, sondern auch umfassend verschönern wollte. Erst 1828 gelangte die Avenue in den Besitz der Stadt Paris, die Fußwege, Brunnen und eine gasbetriebene Straßenbeleuchtung hinzufügte.
Ende des 19. Jahrhunderts wurden die Champs Élysées zur Prachtstraße und Einkaufsmeile des aristokratischen und großbürgerlichen Paris, was sich auch an Bauten wie dem anlässlich der Weltausstellung von 1900 erbauten Grand Palais zeigt. Die Avenue selbst wurde mehreren baulichen Veränderungen unterzogen. Am 11. September 1941 wurde ein Vertreter der deutschen Besatzungsmacht, der Finanzbeamte Knop, bei einem Attentatsversuch der Résistance auf der Avenue leicht verletzt. In Vergeltung wurden der 21-jährige Flugblattverteiler Henri Beckerman und weitere Geiseln erschossen.
Am 20. Juli 1975 endete erstmals die Tour de France auf der berühmten Straße. 1993 wurden die Fußwege verbreitert. Anfang 2021 kündigte die Pariser Bürgermeisterin Anne Hidalgo an, die Champs Élysées bis zum Jahr 2030 für 250 Millionen Euro fußgänger- und umweltfreundlich umzugestalten.

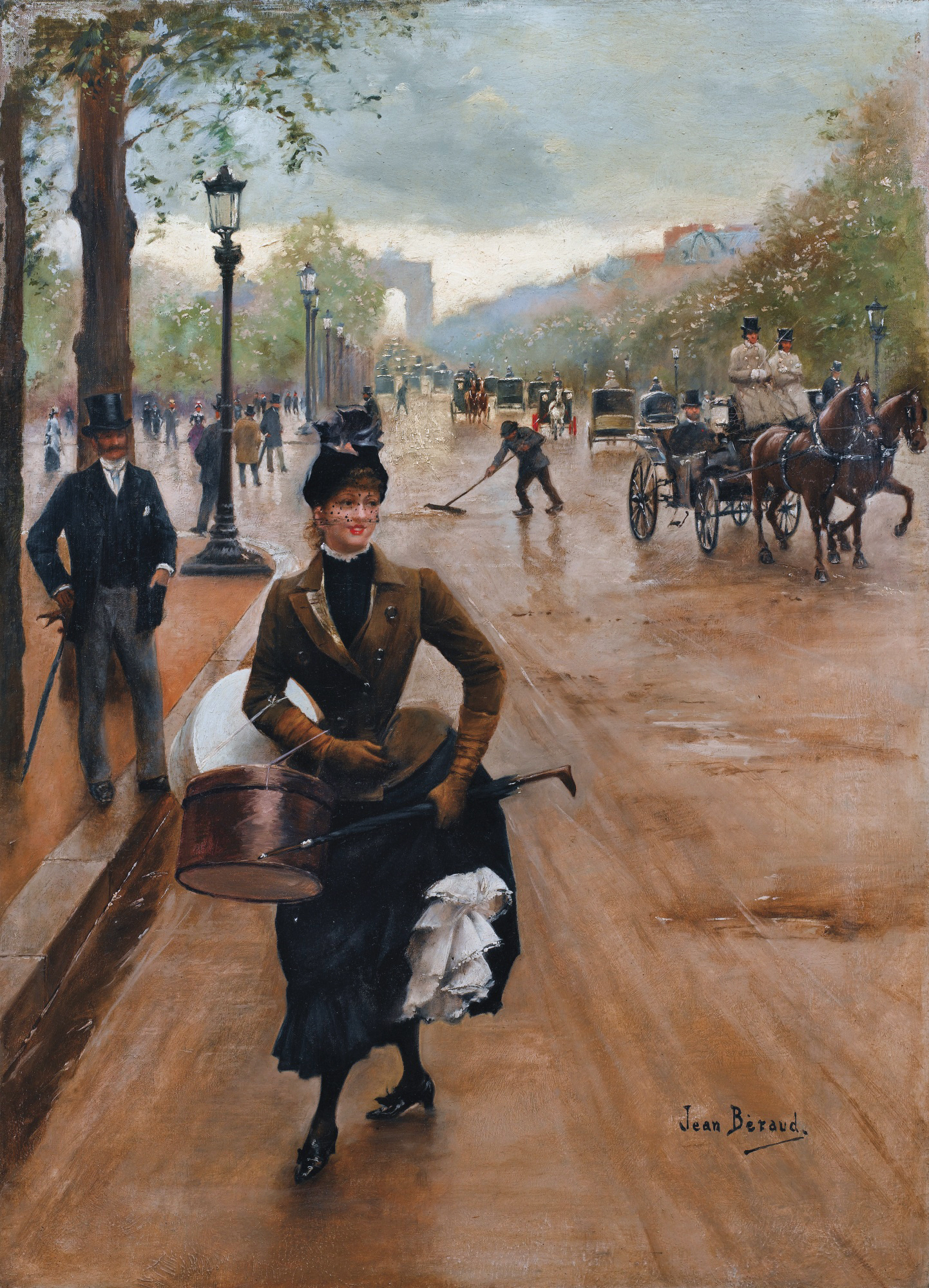
Jean Béraud (1848–1935): La Modiste sur les Champs Élysées
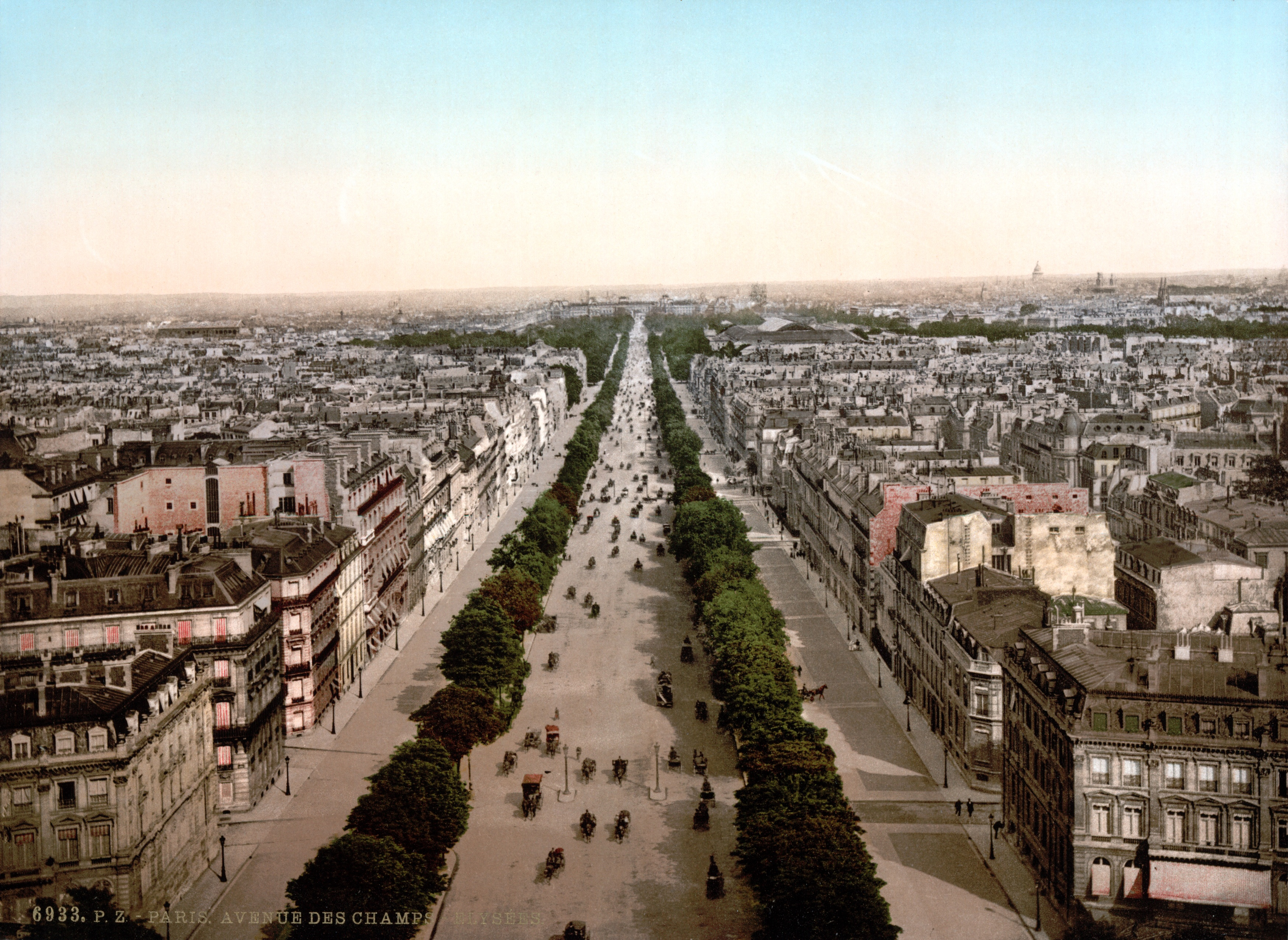
Champs Élysées vor 1897
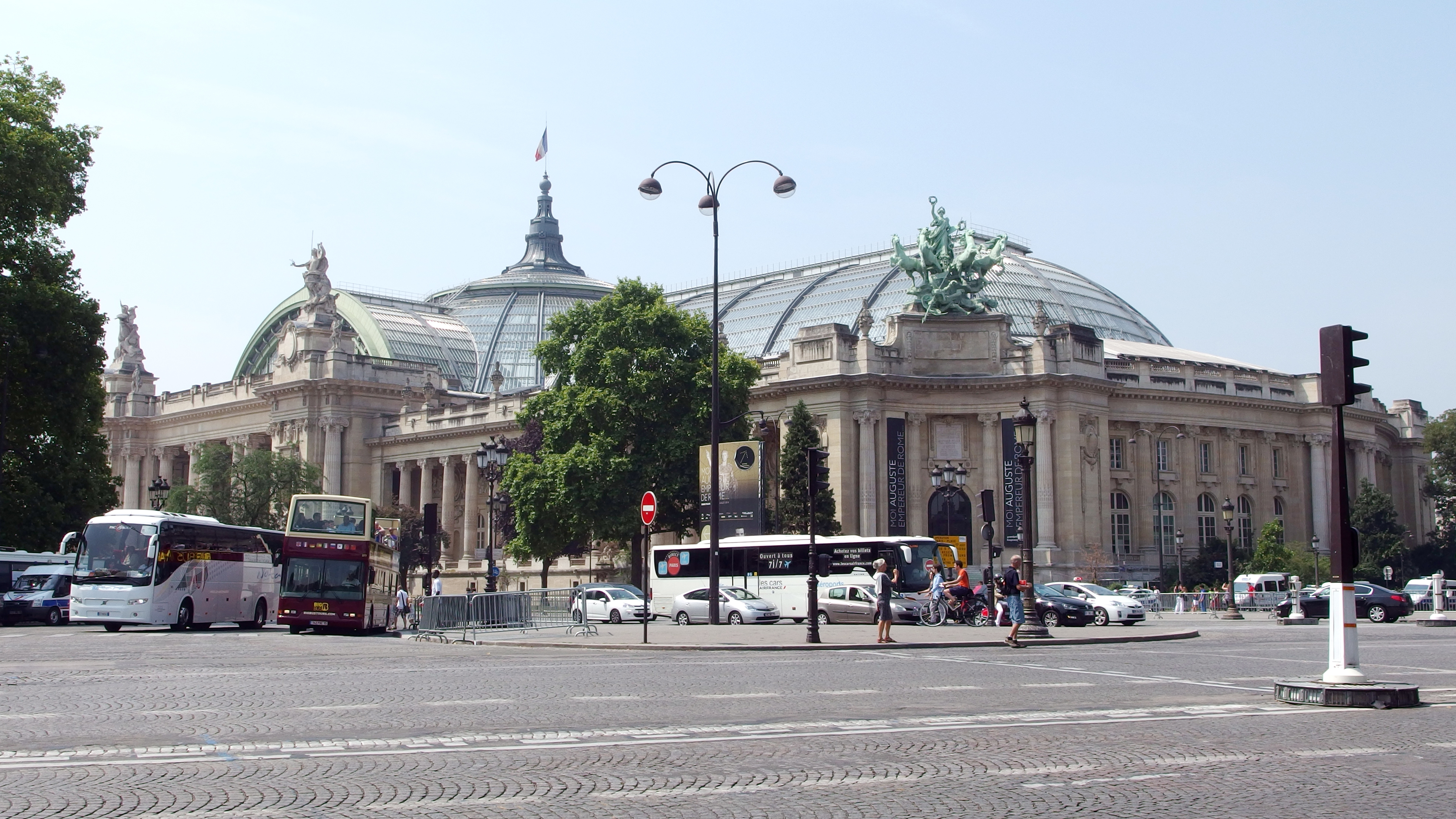
Grand Palais, Blick von der Avenue des Champs Élysées
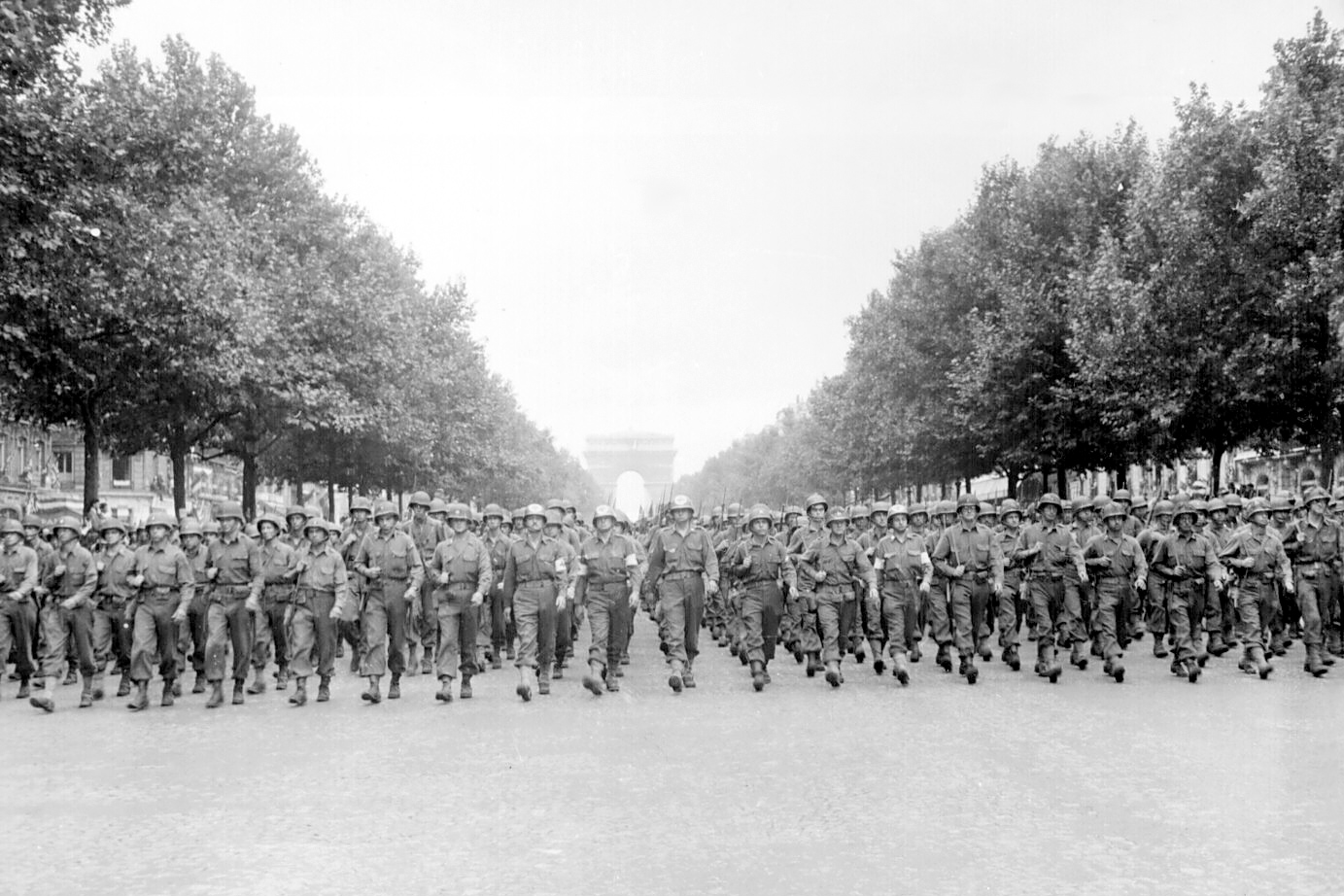
US-amerikanische Truppen beim Triumphzug auf der Avenue am 29. August 1944
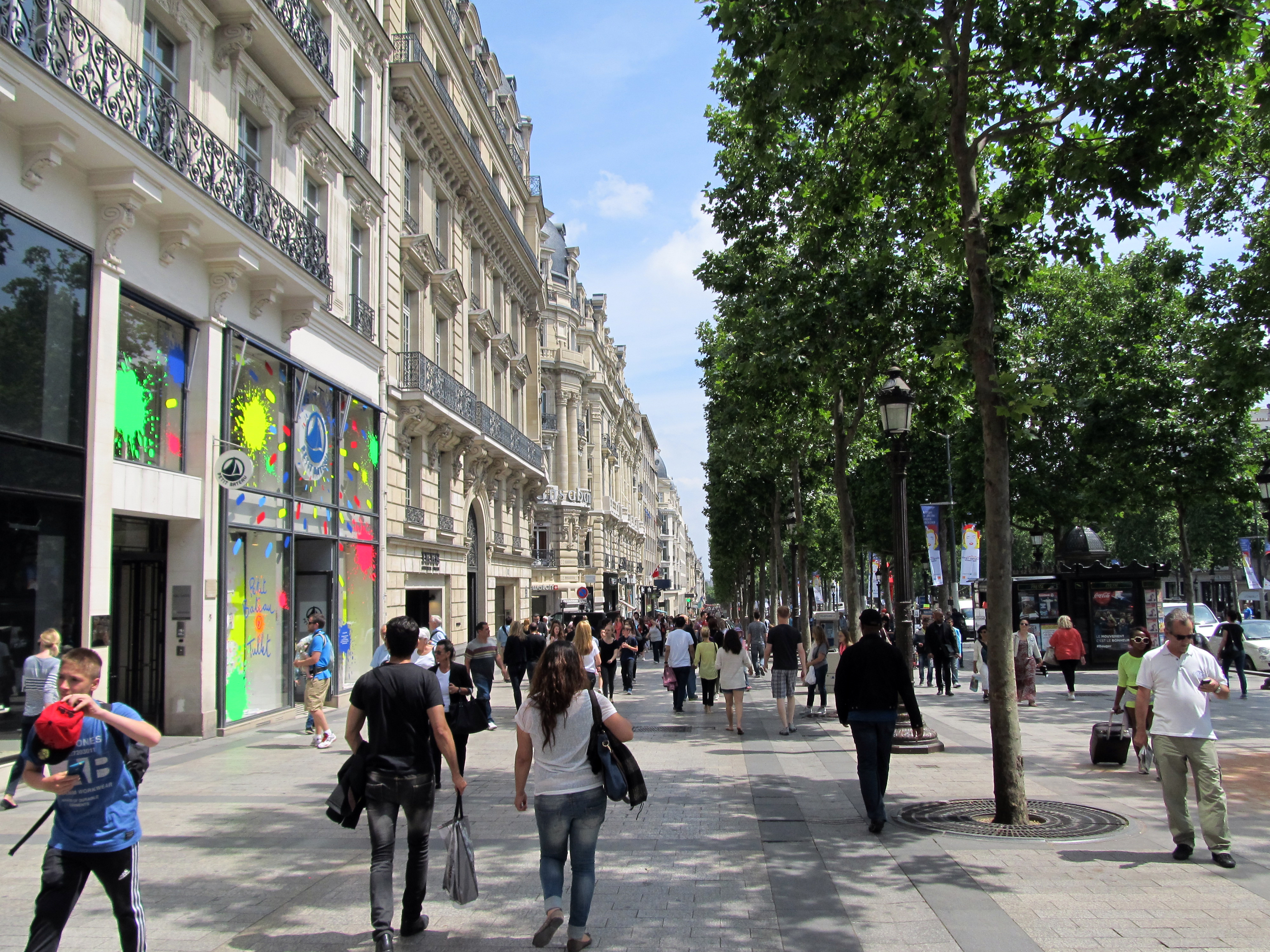
Gehsteig an der Avenue des Champs Élysées

## Handel
Aufgrund der hohen Mieten leben heute nur sehr wenige Bürger in der Avenue des Champs Élysées. Die oberen Stockwerke der Gebäude werden hauptsächlich als Büroräume von Handelsvertretungen, Versicherungsgesellschaften und Banken genutzt, und im Erdgeschoss befinden sich in der Regel Ladenpassagen wie die Arcades des Champs-Élysées, Geschäfte, Restaurants, Cafés, Kinos und Banken. Auffällig ist die schwindende Zahl der früher stark vertretenen Fluggesellschaften und Autokonzessionäre. Sogar das von der Pariser Industrie- und Handelskammer getragene Fremdenverkehrsamt (Office de Tourisme de Paris) hat die „teure Meile“ verlassen. Steigend dagegen ist die Zahl der Eröffnungen von Handelsketten angeschlossenen Geschäften und Gastronomiebetrieben, unter denen es nicht an Schnellimbiss-Filialen fehlt.
Bereits im Jahr 1860 schlossen sich die Geschäftsinhaber entlang der Avenue zu einem Syndicat d’Initiative et de Défense des Champs-Élysées („Vereinigung zur Förderung und zum Schutz der Champs-Élysées“) zusammen, welches sich 1916 unter dem Vorsitz von Louis Vuitton in eine Association (Verein) wandelte und seit 1980 Comité des Champs-Élysées heißt. Dieses älteste bestehende Komitee in Paris ist bestrebt, das Prestige der Champs Élysées aufrechtzuerhalten beziehungsweise wiederherzustellen. Es hat sich bis heute ein Vetorecht über die Eröffnung neuer Geschäfte an der Champs Élysées bewahrt und will erweiterte Geschäftszeiten durchsetzen.
Zu den alteingesessenen und gleichzeitig prestigeträchtigsten sowie luxuriösesten Unternehmen der Champs Élysées zählen der Parfümhersteller Guerlain, das Restaurant Le Fouquet’s und das Revuetheater Lido. Erst seit kurzem wieder vertreten ist der Luxuskonzern Louis Vuitton, welcher seinen historischen Standort auf der gegenüberliegenden Seite der Champs-Élysées im Jahr 1954 verlassen hatte.
Die Immobilienpreise und die Mieten haben in den 2020er Jahren erstaunliche Höhen erreicht, Apple bezahlte für seine 1400 m² ca. 14 Mio. € Miete pro Jahr, das Haus Nummer 150 mit 18.000 m², in der Nähe des Arc de Triomphe, wurde für 600 Mio. € verkauft.

## Sehenswertes
- In den Gärten der Champs Élysées:

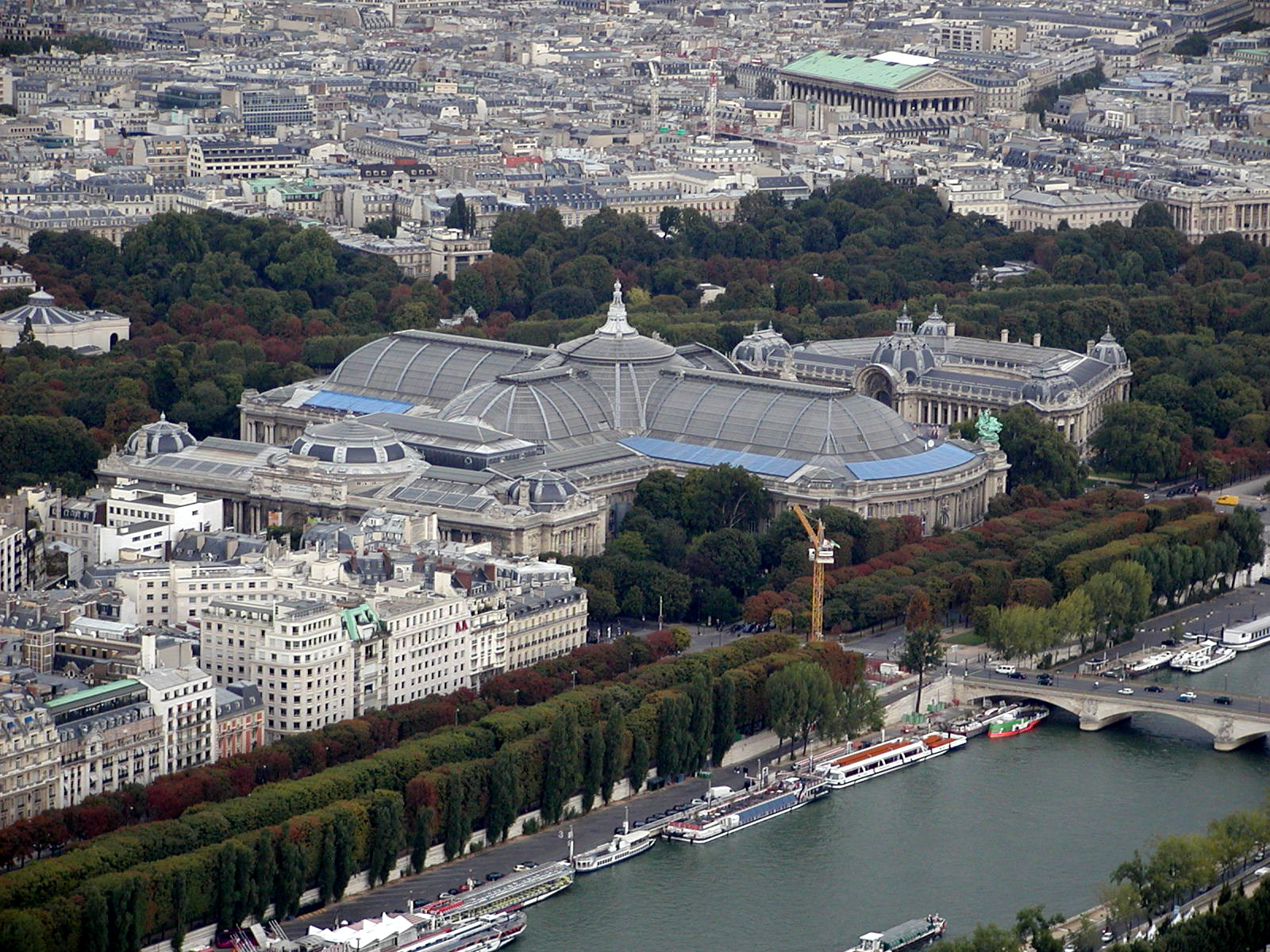
Gärten der Champs Élysées mit dem Grand Palais (Bildmitte), dem Palais de la découverte (links davor) und dem Petit Palais (rechts dahinter)

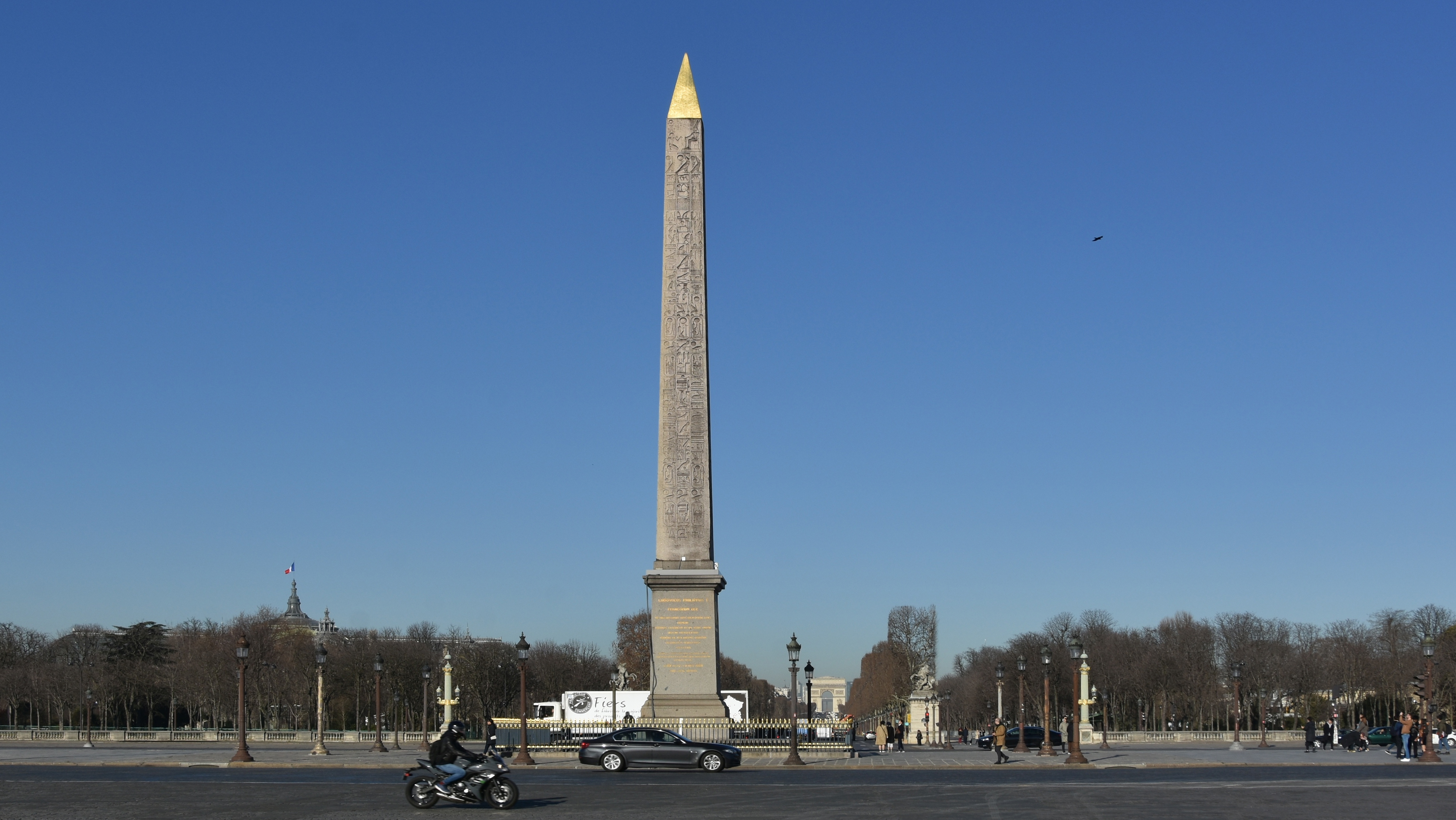
Obelisk auf der Place de la Concorde

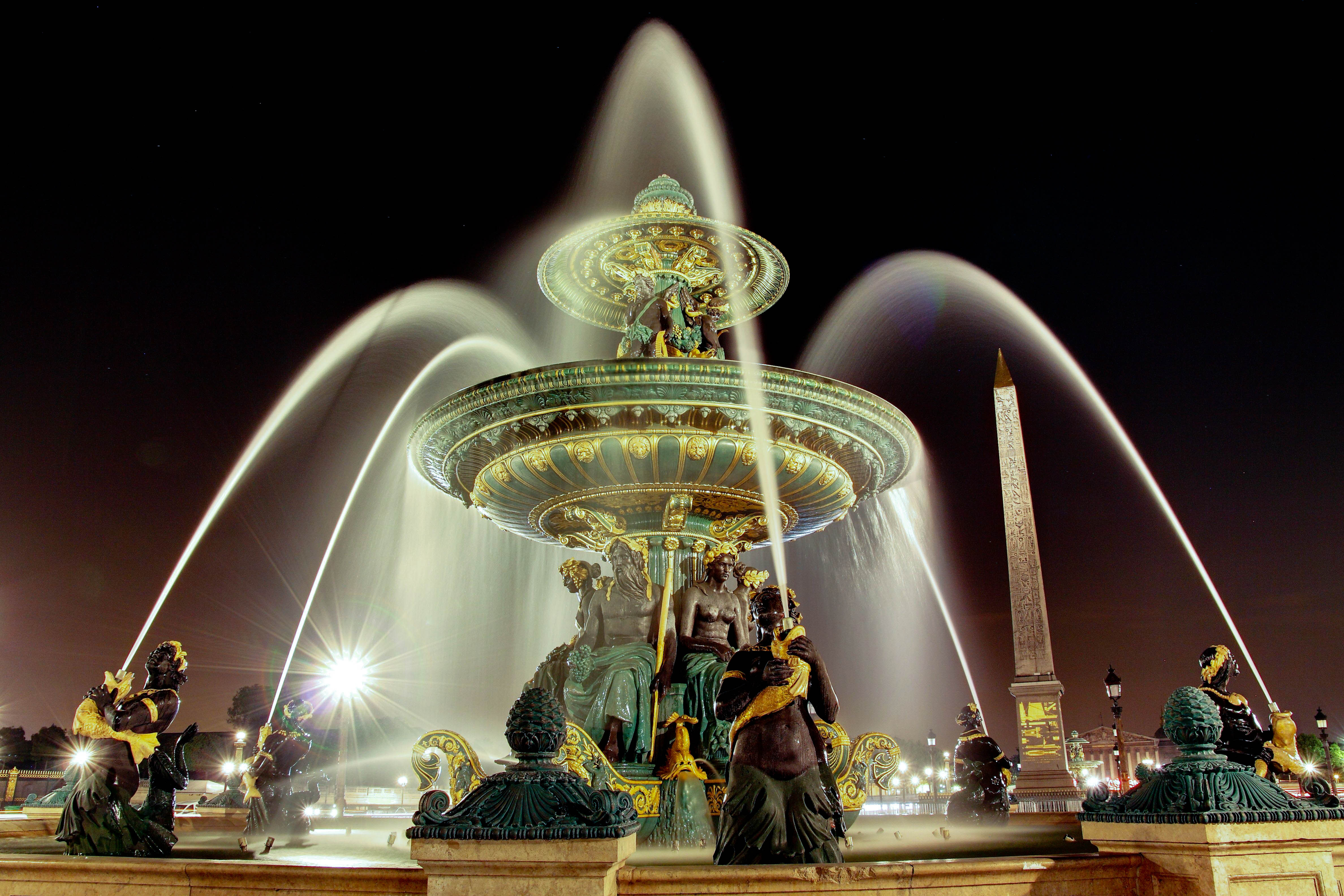
Fontaine des Fleuves an der Place de la Concorde

  - Grand Palais, Petit Palais, Wissenschaftsmuseum im Palais de la découverte, Gartenportal des Élysée-Palastes, Théâtre de Marigny, Théâtre du Rond-Point, Guignoltheater (seit 1836)
- Im oberen Bereich der Avenue:
  - Nr. 6: Einstiger Sitz der Pâtisserie Gloppe
  - Nr. 22: Adidas Store
  - Nr. 25: Hôtel de la Païva (früherer Stadtpalast der Marquise de la Païva)
  - Nr. 42: C_42 – Citroën (Automobil-Ausstellungshalle Citroën)
  - Nr. 52/60: Virgin Megastore
  - Nr. 53: Atelier Renault (Automobil-Ausstellungsraum Renault)
  - Nr. 68: Guerlain (Parfümhersteller)
  - Nr. 74: Fnac Darty (Medienkette)
  - Nr. 76/78: Les Arcades des Champs-Élysées oder Arcades du Lido (1928), unter Denkmalschutz
  - Nr. 79: Le Rendez-vous Toyota (Automobil-Ausstellungshalle Toyota)
  - Nr. 95: Lacoste (Bekleidungsunternehmen)
  - Nr. 99: Hôtel Fouquet’s Barrière und Restaurant Le Fouquet’s
  - Nr. 101: Louis Vuitton (Luxusgüter)
  - Nr. 103: Élysées Palace
  - Nr. 104: Aviation Club de France, Spielcasino
  - Nr. 136: Peugeot Avenue (Automobil-Ausstellungshalle Peugeot)
  - Nr. 144-146-150: frühere Galerie Les Portiques (1926, Louis Grossard, Architekt) mit einem Ensemble von luxuriösen Boutiquen und Cafés, darunter eine von Adolf Loos gestaltete Filiale des Herrenschneiders Kniže & Comp.[7][8][9] Das Gebäude beherbergt heute einen Kinokomplex.
  - Nr. 166: Lido (Revuetheater)
  - Nr. 118: Mercedes-Benz (Automobil-Ausstellungshalle Mercedes-Benz)
  - Nr. 133: Drugstore Publicis (Warenhaus)
- In der Umgebung:
  - Théâtre des Champs-Élysées

## Veranstaltungen

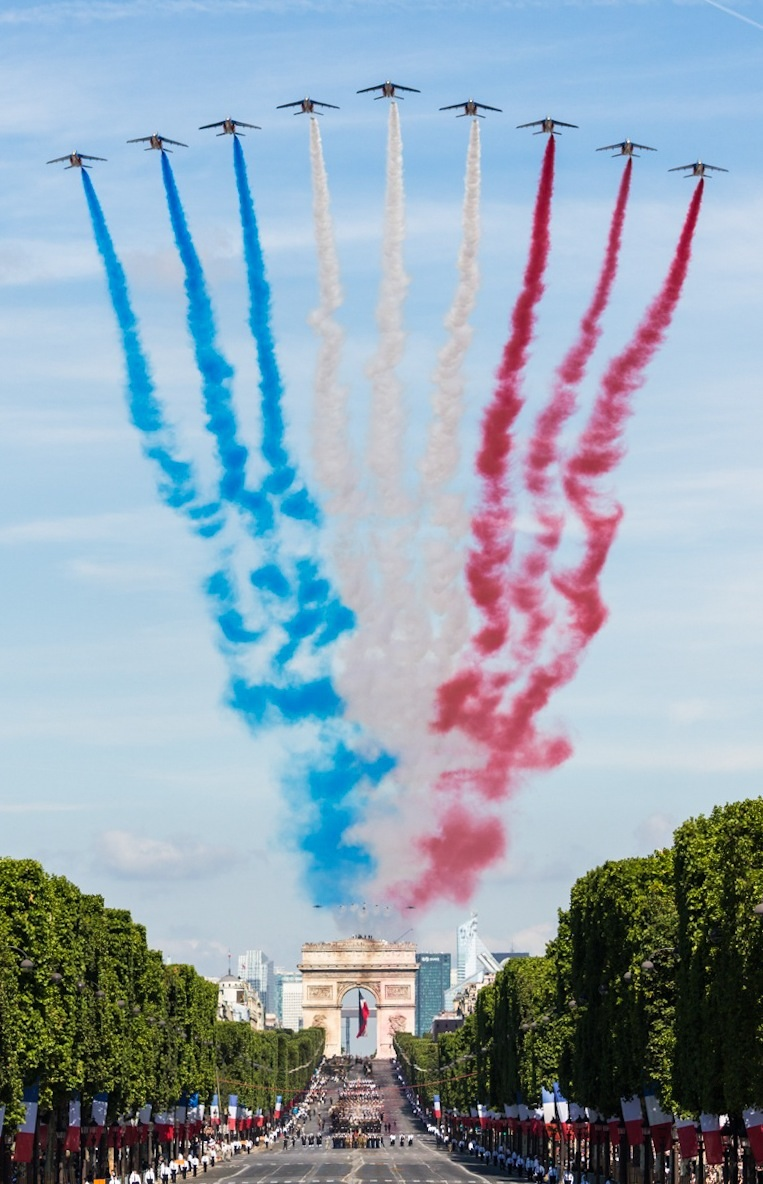
Die Patrouille de France über der Avenue des Champs Élysées (14. Juli 2017)

Am 14. Juli, dem Nationalfeiertag, nimmt der französische Staatspräsident von der Tribüne unter dem Obelisk der Place de la Concorde die Militärparade ab. Geladene Gäste begeben sich anschließend zur Gartenparty in den Élysée-Palast, in deren Verlauf der Präsident ein mit Interesse verfolgtes Interview im Fernsehen gibt.

### Tour de France
Seit 1975 findet ein bis zwei Wochen später die Tour de France ihren Abschluss auf der Avenue zwischen der Place de la Concorde und der Place Charles-de-Gaulle. Zuvor ist eine jährlich wechselnde Route durch Paris und seine Vororte zu absolvieren. Die Ziellinie auf den nördlichen Champs Élysées wird dabei mehrmals überquert, weil die etwa 6,5 Kilometer lange Strecke unter den Augen von tausenden Zuschauenden mehrfach zurückgelegt werden muss. Im Jahr 2006 endete erst die achte Passage mit dem Zielspurt. Auch die anschließende Siegerehrung findet hier mit dem Arc de Triomphe als Hintergrund für das Foto im Leben eines Radprofis statt.

## Métro

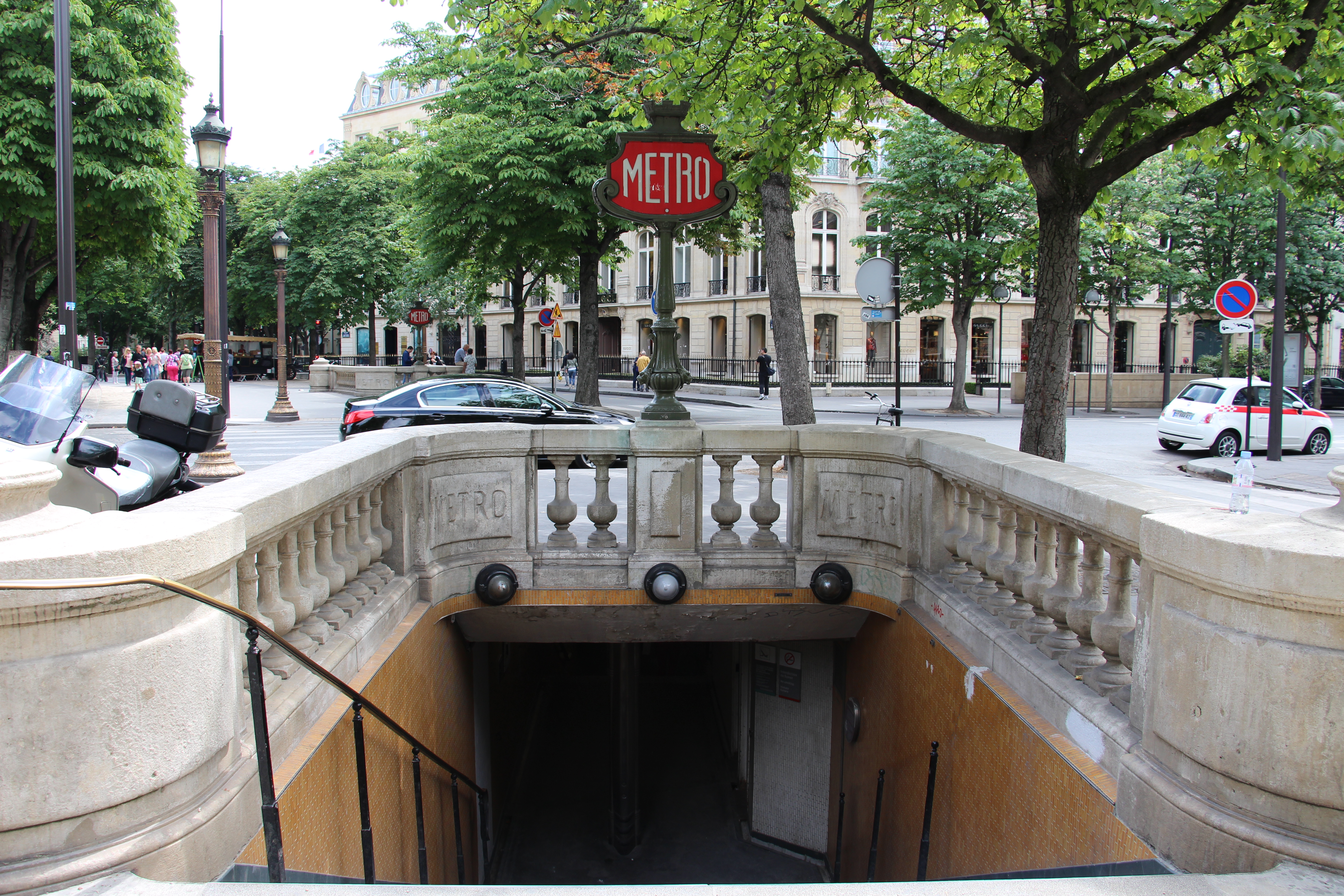
Neoklassizistisch gestalteter Zugang des U-Bahnhofs Franklin D. Roosevelt

Drei unterirdische Bahnhöfe der Métro liegen an der Avenue des Champs Élysées, zwei weitere (Concorde und Charles de Gaulle – Étoile) an deren Enden. Die Linie 1 folgt der Straße in ganzer Länge, ihre Stationen liegen an allen fünf aufgeführten U-Bahnhöfen.
- Concorde unter der Place de la Concorde und der Rue de Rivoli (Linien 1, 8 und 12)
- Champs-Élysées – Clemenceau (Linien 1 und 13)
- Franklin D. Roosevelt (Linien 1 und 9)
- George V (Linie 1)
- Charles de Gaulle – Étoile unter der Place Charles de Gaulle (Linien 1, 2, 6 und RER A)

## Verschiedenes
Am 2. Dezember 1804 wurde der französische Ingenieur und Chemiker Philippe Lebon (1767–1804) leblos auf den Champs Élysées aufgefunden. Ein niemals identifizierter Mörder hatte ihm 13 Messerstiche versetzt. Der Illustrator Émile Bayard schuf eine Zeichnung von dem Ereignis.
Der Schriftsteller Ödön von Horváth wurde am 1. Juni 1938 während eines Gewitters auf den Champs Élysées durch einen herabstürzenden Ast erschlagen.

### Musik
Joe Dassin verewigte den Boulevard 1969 mit seinem Lied Les Champs-Élysées. Das Lied wurde auch in anderen Sprachen (deutsch, englisch, italienisch, japanisch) bekannt. Im Jahr 2014 erschien das Lied Champs-Élysées von der deutschen Schlagerband Wolkenfrei.

### Luftqualität
Im April 2016 gab die Bürgermeisterin Anne Hidalgo (PS) bekannt, dass der Boulevard ab Mai 2016 am jeweils ersten Sonntag des Monats für den Automobilverkehr gesperrt sein soll. Bereits im Oktober 2015 hatte Hidalgo einen autofreien Tag verordnet. Die Konzentration an Stickoxiden auf dem Boulevard lag an diesem Tag mehr als 30 % unter dem Wert eines durchschnittlichen Sonntags.